# Cosmos 96
Le Cosmos 96 était un vaisseau spatial de type Zond, similaire à Venera 1 ou 2.
Lancé le 23 novembre 1965 dans le cadre du programme Venera, il avait pour but de rejoindre l'orbite de Vénus.
Placé sur une orbite d'attente à 227km/310km, inclinée à 51,9°, il ne réussit pas à quitter l'orbite de la Terre, et prit donc le nom de Cosmos, désignation banalisée utilisée par les Soviétiques pour désigner tous leurs satellites situés sur l'orbite terrestre.
Cosmos 96 est retombé sur Terre après 16 jours, le 9 décembre 1965, au Canada. Selon la NASA, la chute du satellite aurait provoqué une chute de débris et serait à l'origine de l'incident de Kecksburg, que certains considèrent comme un cas de crash d'OVNI.